# Stéroïde anabolisant
Vous lisez un « bon article » labellisé en 2009.
Les stéroïdes anabolisants, également connus sous le nom de stéroïdes androgéniques anabolisants ou SAA, sont une classe d'hormones stéroïdiennes liée à une hormone naturelle humaine : la testostérone. Ils augmentent la synthèse des protéines dans les cellules, entraînant une augmentation de tissus cellulaires (anabolisme), en particulier dans les muscles.
Les stéroïdes anabolisants ont également des propriétés telles que le développement et l'entretien des caractéristiques masculines comme la croissance des cordes vocales et la pilosité.
Le mot anabolisant vient du grec anaballo — « repousser » — et le mot androgène vient du grec aner, andros — « l'homme (au sens du mâle humain) » — et de genos — « production, génération ».
Les stéroïdes anabolisants ont été isolés, identifiés et synthétisés pour la première fois dans les années 1935 et sont maintenant utilisés en thérapeutique médicale pour stimuler la croissance des os et l'appétit, provoquer la puberté masculine et traiter les situations cachectiques chroniques, comme dans les cancers et le sida.
Les stéroïdes anabolisants produisent également une augmentation de la masse musculaire et de la force physique et sont par conséquent utilisés dans le sport, notamment en musculation pour renforcer la force physique ou la masse musculaire.
Leur utilisation à long terme peut avoir des conséquences graves pour la santé.
Leurs effets néfastes sont des changements dans les taux de cholestérol (augmentation des lipoprotéines de faible densité — LDL cholestérol — et une diminution des lipoprotéines de haute densité — HDL cholestérol), de l'acné, une perte de cheveux, de l'hypertension artérielle, des lésions hépatiques, et des changements dangereux dans la structure du ventricule gauche du cœur.
Certains de ces effets peuvent être atténués par l'exercice ou en prenant des médicaments supplémentaires,.
L'utilisation des stéroïdes anabolisants à des fins non médicales est sujette à controverse en raison de ses effets néfastes. L'utilisation de stéroïdes anabolisants est interdite par toutes les grandes instances sportives comme la Fédération internationale de tennis, le Comité international olympique, la Fédération internationale de football association (FIFA), l'Union des associations européennes de football (UEFA),  l'Association européenne d'athlétisme.
Les stéroïdes anabolisants sont des substances réglementées dans de nombreux pays dont les États-Unis, le Canada, la France, le Royaume-Uni, l'Australie, l'Argentine et le Brésil, tandis que dans d'autres pays, comme le Mexique et la Thaïlande, ils sont librement disponibles. Dans les pays où l'utilisation de ces médicaments est contrôlée, il y a souvent un marché noir de contrebande ou de faux médicaments. La qualité de ces drogues illicites peut être médiocre et les contaminants peuvent causer d'autres risques pour la santé. Dans les pays où les stéroïdes anabolisants sont strictement réglementés, certains ont demandé un allègement de la réglementation.

## Histoire
Les substances censées améliorer les performances ont été utilisées pendant des milliers d'années dans la médecine traditionnelle dans le monde entier. En particulier, l'utilisation d'hormones stéroïdes date d'avant leur identification et leur isolement : l'usage médical d'extraits de testicule a commencé à la fin du XIXe siècle alors que ses effets étaient encore à l'étude. En 1889, le neurologue franco-britannique Charles-Édouard Brown-Séquard, soixante-douze ans, s'est injecté des extraits de testicule de chien et de cochon d'Inde et a décrit lors d'une réunion scientifique la variété d'effets bénéfiques qu'il en avait tirée.
Le développement des stéroïdes anabolisants remonte à 1931 lorsqu'Adolf Butenandt, un chimiste de Marbourg, extrait 15 mg d'androsténone à partir de dizaines de milliers de litres d'urine.
Cette hormone est synthétisée en 1934 par Leopold Ruzicka, chimiste à Zurich.
On savait déjà que les testicules contenaient un androgène plus puissant que l'androsténone et trois groupes de scientifiques aux Pays-Bas, en Allemagne et en Suisse, financés par des sociétés pharmaceutiques entrent en compétition pour tenter de l'isoler,.
Cette hormone mâle est identifiée pour la première fois par David Karoly Gyula, E. Dingemanse, J. Freud et Ernst Laqueur en mai 1935 dans un document intitulé On Crystalline Male Hormone from Testicles (Testosterone).
Ils l'appellent testostérone, composition des radicaux testis (testicule) et stérol et de la désinence cétonique.
La synthèse chimique de la testostérone est réussie en août de cette année-là, quand Butenandt et G. Hanisch publient un document décrivant une méthode pour la préparation de testostérone à partir du cholestérol.
Seulement une semaine plus tard, le troisième groupe, formé de Ruzicka et A. Wettstein, annonce le dépôt d'un brevet dans un article intitulé On the Artificial Preparation of the Testicular Hormone Testosterone (Androsten-3-one-17-ol).
Ruzicka et Butenandt obtiennent le prix Nobel de chimie en 1939 pour leur travail, mais le gouvernement nazi oblige Butenandt à refuser le prix,.
Les essais cliniques sur l'homme, impliquant soit des doses orales de méthyl-testostérone soit des injections de propionate de testostérone, commencent dès 1937. Le propionate de testostérone est mentionné dans une lettre au rédacteur en chef du magazine Strength and Health en 1938, ce qui est la plus ancienne référence connue de l'utilisation de stéroïdes anabolisants aux États-Unis dans un magazine de culturisme.

Structure chimique de l'hormone de synthèse : le méthandrosténolone (Dianabol, DBOL).

Pendant la Seconde Guerre mondiale, les scientifiques allemands synthétisent d'autres stéroïdes anabolisants et les expérimentent sur des détenus des camps de concentration et des prisonniers de guerre dans une tentative de traiter leur cachexie chronique.
Ils l'expérimentent également sur des soldats allemands, dans l'espoir d'accroître leur agressivité.
Adolf Hitler lui-même, selon son médecin, reçoit des injections de dérivés de la testostérone pour traiter diverses affections. Les études sur le développement musculaire par utilisation de la testostérone se sont poursuivies dans les années 1940, en Union soviétique et dans les pays de l'Est tels que l'Allemagne de l'Est les stéroïdes ont été utilisés pour améliorer les performances des haltérophiles lors des Jeux olympiques et autres compétitions amateurs.
En réponse au succès des haltérophiles russes, le médecin de l'équipe olympique américaine, le Dr. John Ziegler, cherche à trouver des stéroïdes anabolisants pour les haltérophiles américains et réussit à produire la methandrostenolone, le (Dianabol).
Le Dianabol, développé par la société Ciba Pharmaceuticals, est autorisée aux États-Unis par la Food and Drug Administration en 1958. Le Dianabol a des propriétés analogues à la testostérone, mais avec moins d'effets secondaires.
À partir des années 1950 et jusque dans les années 1980, il est envisagé que les stéroïdes anabolisants ne produisent qu'un effet placebo. Dans une étude en 1972, les participants sont informés qu'ils vont recevoir des injections quotidiennes de stéroïdes anabolisants mais ne reçoivent effectivement qu'un placebo.
Ils ne s'apercevront pas de la supercherie et l'amélioration de leur rendement sera semblable à celle des sujets prenant de véritables composés anabolisants.
Selon Geraline Lin, chercheur de l'Institut national sur l'abus des drogues, ces résultats n'ont pas été recontrôlés pendant dix-huit ans, bien que l'étude n'ait pas donné lieu à des contrôles sérieux et que les doses d'hormones utilisées aient été insignifiantes.
En 2001 est menée une étude sur les effets de fortes doses de stéroïdes anabolisants, par l'injection intramusculaire de doses variables — jusqu'à 600 mg par semaine — d'énanthate de testostérone pendant vingt semaines.
Les résultats ont montré une nette augmentation de la masse musculaire et une diminution de la masse grasse associée à la dose de testostérone.

## Effets biologiques et pharmacologie

### Voies d'administration
Les stéroïdes anabolisants sont généralement administrés par voie orale ou parentérale (par piqûre) mais certains stéroïdes anabolisants peuvent également être administrés par voie transdermique (par la peau). On connaît peu de choses sur cette voie d'administration. Les voies traditionnelles d'administration n'ont pas d'influence particulière sur l'efficacité du médicament. Les études indiquent que les propriétés anabolisantes de ces stéroïdes sont relativement similaires, malgré les différences de pharmacocinétique des molécules telles que leur métabolisation lors de leur passage hépatique[réf. nécessaire]. Toutefois, ce premier passage pour des médicaments administrés oralement tend à produire plus d'effets secondaires nocifs, en particulier au niveau du foie[réf. nécessaire].

### Mécanismes d'action

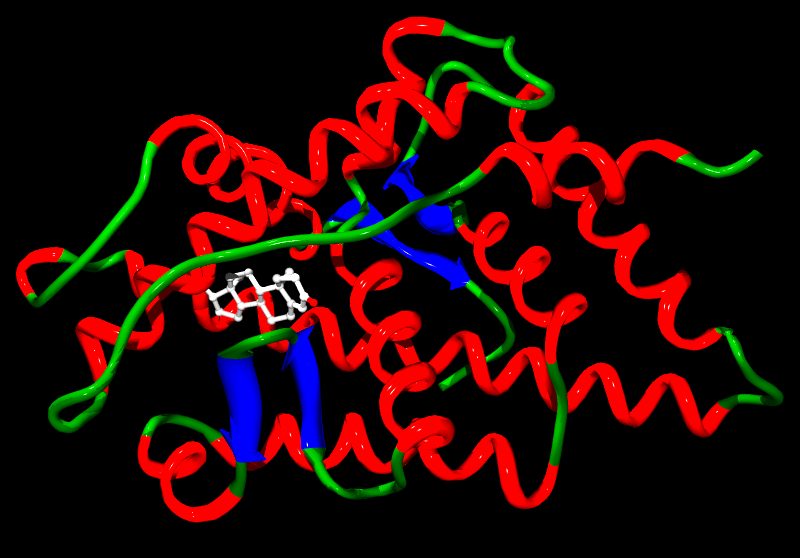
Un récepteur des androgènes lié à la testostérone on montre ici la structure secondaire d'un récepteur en rouge, vert et bleu avec le steroïde en blanc.

Comme tous les stéroïdes, le mode d'action des stéroïdes anabolisants passe essentiellement par des effets génomiques au niveau de la modulation de l'expression des gènes cibles. En raison de leur caractère lipophile, basé sur leur structure dérivée de celle du cholestérol, les stéroïdes pénètrent par diffusion passive dans les cellules des tissus cibles : muscles, testicules, cerveau, etc. L'action biologique des stéroïdes anabolisants commence lorsque l'hormone traverse cette membrane et se lie au récepteur des androgènes, sous-classe de récepteur des stéroïdes, non conjugué présent dans le cytoplasme. La liaison hormone-récepteur entraîne un changement de conformation du complexe qui migre alors dans le noyau cellulaire pour agir sur la régulation des gènes cibles. Le complexe se fixe sur des sites d'ADN bien précis des séquences régulatrices des promoteurs géniques provoquant l'activation du complexe transcriptionnel et la synthèse d'ARN, par le mécanisme classique de la transcription. L'ARN messager transcrit sera ensuite traduit en protéines actives par les ribosomes qui agiront alors au sein de la cellule. Les différents types de stéroïdes anabolisants se lient aux récepteurs des androgènes avec des cinétiques et des affinités variables fonction de leur structure chimique propre. Certains stéroïdes anabolisants tels que la methandrostenolone se lient faiblement à ce récepteur et agissent plutôt directement sur la synthèse des protéines ou la glycogénolyse. D'autres, tels que l'oxandrolone se lient étroitement[réf. nécessaire] au récepteur et agissent principalement sur l'expression des gènes.
Une autre voie alternative est dite non-génomique par l'activation de processus de phosphorylation de protéines intracellulaires qui envoient des signaux à d'autres parties de la cellule. Cette voie est cependant beaucoup moins connue ou étudiée et les effets non-génomiques des stéroïdes encore largement ignorés.
D'un point de vue physiologique, les  stéroïdes anabolisants agissent sur la masse musculaire au moins de deux façons:  d'une part, ils augmentent la production de protéines, d'autre part, ils réduisent le temps de récupération en bloquant les effets du cortisol sur le tissu musculaire, de sorte que le catabolisme des muscles est grandement réduit. On a émis l'hypothèse que cette réduction serait due au fait que les stéroïdes anabolisants inhiberaient l'action d'autres hormones stéroïdes appelées glucocorticoïdes qui favorisent la dégradation des muscles. Les stéroïdes anabolisants ont également une incidence sur le nombre de cellules qui se développent en cellules graisseuses de stockage, en favorisant la différenciation cellulaire vers les cellules musculaires.

### Effets androgènes et anabolisants

Structure chimique de l'hormone naturelle: la testostérone ou 17β-hydroxy-4-androsten-3-one.

Comme leur nom l'indique, ces stéroïdes androgènes-anabolisants ont deux effets différents, mais qui se chevauchent.
Tout d'abord, ils sont anabolisants, c'est-à-dire facilitent l'anabolisme (la croissance des cellules). On peut citer comme exemples des effets anabolisants de ces hormones l'augmentation de la synthèse des protéines à partir des acides aminés, l'augmentation de l'appétit, l'augmentation du remodelage osseux et de la croissance et la stimulation de la moelle osseuse, ce qui augmente la production de globules rouges.
Deuxièmement, ce sont des stéroïdes androgènes ou virilisants, c'est-à-dire qu'ils influent en particulier sur le développement et l'entretien des caractéristiques masculines. Les fonctions biochimiques des androgènes tels que la testostérone sont nombreux. Ils jouent sur le processus de croissance pubertaire, la production de sébum par les glandes sébacées, et le développement sexuel (en particulier chez le fœtus). Quelques exemples des effets virilisants de ces hormones sont la croissance du clitoris chez les femmes et du pénis chez les enfants de sexe masculin (chez l'adulte, le pénis ne se développe pas, même lorsqu'il est exposé à de fortes doses d'androgènes), une croissance accrue des poils (pubis, barbe, poitrine et membres), une augmentation de la taille des cordes vocales, un approfondissement de la voix, une augmentation de la libido, l'arrêt de la production d'hormones sexuelles naturelles, et une diminution de la production de spermatozoïdes.
Grâce à une combinaison de ces effets, les stéroïdes anabolisants stimulent la formation des muscles et, par conséquent, provoquent une augmentation de la taille des fibres musculaires, conduisant à une augmentation de la masse musculaire et de la force,,. Cette augmentation de la masse musculaire est le plus souvent due à une croissance des muscles squelettiques due à la fois à l'augmentation de la production de protéines musculaires ainsi qu'à une diminution du taux de renouvellement de ces protéines. Une forte dose de testostérone diminue aussi la quantité de graisses dans les muscles, tout en augmentant leur teneur en protéines. Les stéroïdes anabolisants réduisent également la masse graisseuse.

### Effets indésirables et secondaires
Les stéroïdes anabolisants ont de nombreux effets indésirables. La plupart de ces effets secondaires sont dose-dépendants, les plus fréquents étant une augmentation de la tension artérielle, en particulier chez les sujets présentant une hypertension préexistante et des changements préjudiciables dans le taux de cholestérol : certains stéroïdes provoquent une augmentation du cholestérol LDL (« mauvais cholestérol ») et une diminution du taux de cholestérol HDL (« bon cholestérol »). Les stéroïdes anabolisants tels que la testostérone accroissent le risque de maladies cardio-vasculaires ou coronariennes,. L'acné est assez courante chez les utilisateurs de stéroïdes anabolisants, principalement en raison de la stimulation des glandes sébacées par une augmentation des niveaux de testostérone,. La conversion de la testostérone en dihydrotestostérone (DHT) peut accélérer le taux de calvitie prématurée chez les sujets qui sont génétiquement prédisposés.
D'autres effets secondaires peuvent inclure des modifications dans la structure du cœur, comme l'élargissement et l'épaississement du ventricule gauche, qui porte atteinte à sa contraction et sa relaxation. Les effets de ces modifications sur le cœur provoquent hypertension, arythmie cardiaque,  insuffisance cardiaque congestive, crises cardiaques et mort subite. Ces modifications peuvent également se rencontrer chez les non-utilisateurs de drogues, mais l'utilisation de stéroïdes va accélérer ce processus,. Toutefois, le lien entre les changements dans la structure du ventricule gauche et une diminution de la fonction cardiaque, avec l'utilisation de stéroïdes est contesté,.
De fortes doses orales de stéroïdes anabolisants peuvent provoquer des lésions du foie car les stéroïdes sont métabolisés (17 α-alkylés) dans le système digestif pour augmenter leur biodisponibilité et leur stabilité. L'utilisation prolongée de fortes doses de stéroïdes peut conduire à des lésions irréversibles voire à un cancer du foie,.
Il y a aussi les effets secondaires sexuels des stéroïdes anabolisants. On peut ainsi observer parfois un développement du tissu mammaire chez les hommes, une affection appelée gynécomastie (qui est habituellement causée par des niveaux élevés d'œstrogènes circulants) en raison de l'augmentation de la conversion de la testostérone en œstrogènes par une enzyme : l'aromatase. On peut aussi observer une diminution des capacités sexuelles et une stérilité provisoire,,. Un autre effet secondaire possible est une atrophie testiculaire, causée par l'effondrement de la production de testostérone naturelle, ce qui inhibe la production de spermatozoïdes (la plus grande partie des testicules sert au développement des spermatozoïdes). Cet effet secondaire est temporaire: la taille des testicules revient en général à la normale en l'espace de quelques semaines à l'arrêt de l'utilisation des stéroïdes anabolisants et la production normale de spermatozoïdes recommence. Les effets secondaires chez les femmes comprennent une augmentation de la pilosité, une modification de la voix, une augmentation de taille du clitoris et une altération temporaire des cycles menstruels. Lorsqu'ils sont pris pendant la grossesse, les stéroïdes anabolisants peuvent affecter le développement du fœtus en provoquant le développement des organes mâles chez les fœtus de sexe féminin et des organes femelles chez le fœtus de sexe masculin.
Un certain nombre de graves effets secondaires peuvent se produire lorsque les adolescents utilisent des stéroïdes anabolisants. Par exemple, les stéroïdes peuvent arrêter prématurément l'allongement des os (fusion prématurée épiphysodiaphysaire par une augmentation des niveaux des métabolites d'œstrogènes), entraînant une diminution de taille définitive. On peut citer d'autres effets comme, sans s'y limiter, l'accélération de la maturation osseuse, l'augmentation de la fréquence et la durée des érections et le développement sexuel prématuré. L'utilisation de stéroïdes anabolisants dans l'adolescence est également corrélée avec une majoration des problèmes de santé.

## Utilisation des stéroïdes anabolisants

### Utilisations médicales et scientifiques

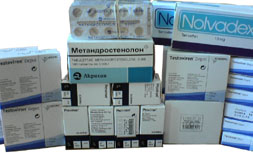
Divers stéroïdes anabolisants.

Depuis la découverte et la synthèse de la testostérone dans les années 1930, les stéroïdes anabolisants ont été utilisés par les médecins à des fins multiples avec des degrés divers de réussite.
- Stimulation de la moelle osseuse : Pendant des décennies, les stéroïdes anabolisants ont été le pilier de la thérapie des anémies hypoplasiques comme celles dues à certaines leucémies ou à l'insuffisance rénale[50]. Les stéroïdes anabolisants ont été largement remplacés dans ce cadre par des hormones protidiques synthétiques (comme l'époétine alfa) qui stimule la croissance sélective des précurseurs des cellules sanguines.
- Stimulation de croissance : les stéroïdes anabolisants peuvent être utilisés par les endocrinologues pédiatriques pour traiter les enfants ayant un retard de croissance[51]. Toutefois, l'existence de l'hormone de croissance de synthèse, qui a beaucoup moins d'effets secondaires, en a fait un traitement secondaire.
- Stimulation de l'appétit ; préservation et augmentation de la masse musculaire: des stéroïdes anabolisants ont été donnés à des personnes souffrant de dénutrition chronique dans des situations telles que le cancer et le sida[52],[53].
- Induction de la puberté masculine : Les androgènes sont donnés à des adolescents de sexe masculin ayant un retard très important de puberté. La testostérone est maintenant presque le seul androgène utilisé à cette fin et on a montré qu'elle permettait d'augmenter la taille et le poids et sans apport de matières grasses excessives chez les garçons avec retard pubertaire[54].
- Contraception masculine : l'énanthate de testostérone a souvent été utilisé comme moyen de contraception masculine et on pense que dans un proche avenir, il pourrait être utilisé comme un moyen sûr, fiable et réversible[55].
- On aurait montré dans certaines études que les stéroïdes anabolisants permettaient d'accroitre la masse corporelle maigre et de prévenir la perte osseuse chez les personnes âgées de sexe masculin[56],[57],[58]. Toutefois, en 2006, une étude contrôlée placebo contre de faibles doses de testostérone chez des hommes âgés ayant un faible concentration sanguine en testostérone n'a trouvé aucun avantage à cette méthode sur la composition corporelle, la performance physique, la sensibilité à l'insuline ou la qualité de vie[59].
- Substitution hormonale pour les hommes avec de faibles niveaux de testostérone et est également pour l'amélioration de la libido chez les personnes âgées de sexe masculin[60],[61],[62],[63].
- Adaptation du morphotype au souhait du patient pour permettre à des individus ressentant une disphorie du genre, et qui le souhaitent, d'avoir une apparence plus masculine. (modification de la voix, croissance du volume des os et de la masse musculaire, pilosité masculine, augmentation des niveaux de globules rouges dans le sang et augmentation du volume du clitoris)[64].

### Utilisations non médicales
Il est difficile de déterminer le pourcentage de la population qui utilise des stéroïdes anabolisants, mais ce pourcentage semble être assez faible. Des études aux États-Unis ont montré que les utilisateurs de stéroïdes anabolisants étaient principalement des hommes, hétérosexuels, d'une moyenne d'âge d'environ 25 ans, qui ne font pas de musculation ou de compétition sportive et qui utilisent les anabolisants à des fins esthétiques. Une autre étude a révélé que l'utilisation non médicale de ces hormones chez les étudiants en faculté était égale ou inférieure à 1 %. 
Parmi ces utilisateurs, 78,4 % ne font pas de musculation ou de compétition mais près de 13 % ont déclaré qu'ils utilisaient des pratiques dangereuses telles que la réutilisation des aiguilles, leur utilisation à plusieurs et le partage de flacons multidoses, avec une autre étude en 2007 qui a révélé que le partage d'aiguilles était extrêmement rare chez les personnes qui utilisent des stéroïdes anabolisants à des fins non médicales (moins de 1 %).
Les utilisateurs de stéroïdes anabolisants sont souvent perçus comme des personnes « sans cervelle » et sans instruction par les médias populaires ou les milieux aisés mais, en 1998, une étude sur les utilisateurs de stéroïdes a montré qu'ils étaient les usagers de drogues les plus éduqués de tous les utilisateurs de substances réglementées. Une autre étude de 2007 a révélé que 74 % de ces utilisateurs de stéroïdes avait un niveau d'instruction secondaire et que l'on en trouve plus qui ont fait des études supérieures et moins qui n'ont pas réussi à terminer leurs études secondaires que ce que l'on trouve dans la population tout venant. La même étude a révélé que les personnes agissant ainsi avaient un taux d'emploi et un revenu du ménage plus élevé que la population moyenne. Les utilisateurs de stéroïdes anabolisants ont également tendance à utiliser plus de médicaments que tout autre groupe d'utilisateurs de substances réglementées et ont tendance à ne pas accepter l'idée du risque de danger mortel des anabolisants répandue dans les médias et la vie publique. Selon une étude, ces utilisateurs se méfient des médecins et dans l'échantillon de l'étude 56 % n'avaient pas dévoilé leur utilisation d'anabolisants à leurs médecins. Une autre étude de 2007 a des résultats comparables, tout en montrant que 66 % des personnes qui utilisent des stéroïdes anabolisants à des fins non médicales étaient prêtes à rechercher un contrôle médical pour leur utilisation de stéroïdes, que 58 % n'avaient pas confiance en leur médecin, que 92 % estimaient que les connaissances médicales de ces substances par les médecins n'étaient pas suffisantes et que 99 % pensent que le public a une vue exagérée des effets indésirables des stéroïdes anabolisants. Une étude récente a également montré que les utilisateurs à long terme souffraient probablement plus de dysmorphie musculaire et avaient une conception forte du rôle masculin classique.
Les stéroïdes anabolisants ont été utilisés par les hommes et les femmes dans de nombreux types différents de sports professionnels (cricket, athlétisme, haltérophilie, musculation, poids, vélo, baseball, lutte, arts martiaux, boxe, football, etc.) pour obtenir un avantage concurrentiel ou aider à la récupération de blessures. Une telle utilisation est interdite par les règles des organes directeurs de nombreux sports. Cependant on retrouve l'utilisation de stéroïdes anabolisants chez les adolescents, en particulier chez ceux qui participent à des compétitions sportives. Il a été suggéré que la prévalence d'utilisation parmi les élèves du secondaire aux États-Unis pouvait atteindre 2,7 %. Les étudiants ont utilisé des stéroïdes anabolisants plus fréquemment que les étudiantes et, en moyenne, ceux qui ont participé à des activités sportives l'ont fait plus souvent que ceux qui n'y participaient pas.

### Mode d'administration

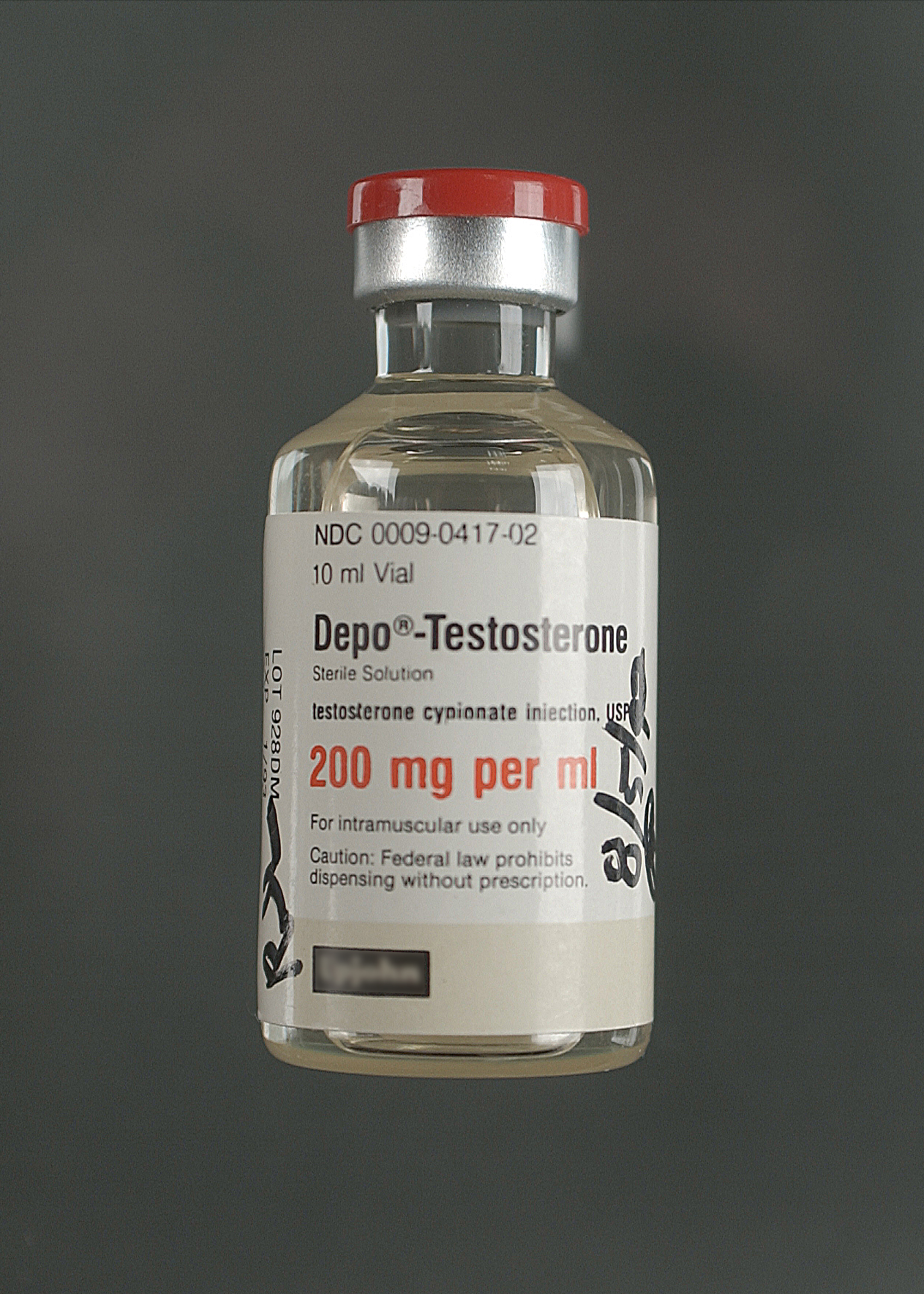
Un flacon de stéroïde anabolisant : le depo-testosterone cypionate

Les stéroïdes anabolisants sont administrés sous trois formes : les comprimés, les formes injectables et les dispositifs transcutanés. L'administration orale est la plus pratique, mais les stéroïdes doivent être modifiés chimiquement de sorte que le foie ne puisse pas les décomposer avant qu'ils n'atteignent la circulation systémique, ces formes modifiées peuvent causer des dommages au foie si elles sont utilisées à fortes doses. Les stéroïdes injectables sont généralement administrés par voie intramusculaire (IM) plutôt qu'intraveineuse (IV) pour éviter de brusques changements de concentration du médicament dans le sang. Les timbres transdermiques (patchs adhésifs placés sur la peau) peuvent aussi être utilisés pour fournir une dose régulière, à travers la peau, dans la circulation sanguine. L'injection IM est la méthode la plus couramment utilisée pour l'administration de stéroïdes anabolisants à des fins non médicales.

### Minimisation des effets secondaires
Diverses méthodes pour minimiser les effets secondaires néfastes des stéroïdes anabolisants ont été mises en œuvre par ceux qui les utilisent que ce soit pour des raisons médicales ou autres. Par exemple, les utilisateurs peuvent accroître leur niveau d'entrainement cardiovasculaire pour aider à contrer les effets d'hypertrophie provoqués par les hormones sur le ventricule gauche. Certains androgènes sont convertis par l'organisme en œstrogènes, un processus, connu sous le nom d'aromatisation qui a les effets néfastes potentiels décrits précédemment. Aussi, au cours d'un cycle de stéroïdes, les utilisateurs peuvent également prendre des médicaments (appelés inhibiteurs de l'aromatase) pour empêcher cette aromatisation de se faire ou des médicaments (appelés modulateurs sélectifs des récepteurs des œstrogènes ou Selective Estrogen Receptor Modulator (SERM)) qui vont bloquer les récepteurs des œstrogènes (ER) : par exemple, le tamoxifène empêche spécifiquement la liaison des œstrogènes sur ses récepteurs naturels au niveau des glandes mammaires et peut donc être utilisé pour réduire le risque de gynécomastie.
Pour lutter contre l'arrêt de production de testostérone naturelle et rétablir le bon fonctionnement de nombreuses glandes impliquées, on utilise parfois ce qui est connu sous le nom de thérapie de post-cycle (post-cycle therapy en anglais) ou PCT. Un cycle PCT a lieu après chaque cycle d'utilisation de stéroïdes anabolisants et se compose généralement d'une combinaison des médicaments suivants, en fonction du protocole anabolisant utilisé :
- un SERM tel que le citrate de clomifène ou le citrate de tamoxifène (qui est le principal produit utilisé au cours du PCT)[2] ;
- un inhibiteur de l'aromatase, tels que l'anastrozole[76] ;
- l'hormone gonadotrophine chorionique humaine mais qui est plus couramment utilisée aujourd'hui tout au long du cycle.

L'objectif du PCT est le retour du corps à l'équilibre hormonal naturel sur la plus courte période de temps possible.
Les personnes sujettes à la perte prématurée des cheveux provoquée par l'utilisation de stéroïdes ont été amenées à prendre du finastéride pendant de longues périodes de temps. Le finastéride réduit la conversion de la testostérone en DHT, cette dernière étant beaucoup plus alopéciante. Le finastéride est inutile dans le cas où les stéroïdes ne sont pas transformés en dérivés androgéniques.
Puisque les stéroïdes anabolisants peuvent être toxiques pour le foie ou peuvent provoquer des augmentations de la tension artérielle ou de cholestérol, de nombreux utilisateurs estiment nécessaire de faire des bilans sanguins et de surveiller la tension artérielle pour s'assurer que leurs valeurs restent dans la normale.

## Effets secondaires controversés engendrés par la stimulation
Les stéroïdes anabolisants, comme d'autres médicaments, font l'objet de controverses. Bien que les stéroïdes anabolisants aient été souvent liés dans les médias à des effets secondaires dangereux et des taux de mortalité élevés, ils sont largement utilisés en médecine en acceptant leurs effets secondaires et en surveillant chez les patients l'apparition d'éventuelles complications,,,. L'ancien professeur assistant à l'université de Toronto et médecin sportif de la World Wrestling Entertainment, Mauro Di Pasquale, a déclaré : « Tels qu'ils sont utilisés par la plupart des gens, y compris les athlètes, les effets négatifs des stéroïdes anabolisants semblent être minimes. »

### Cancer, suicide et problèmes cardiaques
En 1992, le joueur de football américain Lyle Alzado est décédé des suites d'un cancer du cerveau attribué à l'utilisation de stéroïdes anabolisants. Cependant, si les stéroïdes sont connus pour causer des cancers du foie, il n'existe pas de preuve publiée que les stéroïdes anabolisants soient la cause de cancer du cerveau ou du type de lymphome T qui a causé sa mort,. Les médecins d'Alzado ont déclaré que les stéroïdes anabolisants n'avaient pas contribué à sa mort.
D'autres effets secondaires prétendus incluent l'idée que les stéroïdes anabolisants ont poussé de nombreux adolescents à se suicider. Si l'on sait que des niveaux bas de testostérone sont à l'origine de dépressions et si les fins de cycles de stéroïdes réduisent  temporairement la testostéronémie, l'hypothèse que les stéroïdes anabolisants soient responsables de suicides chez les adolescents reste à prouver. Bien que les adolescents faisant de la musculation utilisent des stéroïdes depuis au moins le début des années 1960, il y a eu peu d'études sur un lien possible entre les stéroïdes et le suicide dans la littérature médicale.
Arnold Schwarzenegger a reconnu avoir utilisé des stéroïdes anabolisants au cours de sa carrière de culturiste pendant les nombreuses années qui ont précédé leur interdiction et en 1997, il a subi une intervention chirurgicale pour corriger un problème cardiaque. Certains ont lié son opération à la prise de stéroïdes anabolisants. Mais si l'utilisation de stéroïdes anabolisants peut parfois provoquer l'élargissement et l'épaississement du ventricule gauche, il ne faut pas oublier que Schwarzenegger est né avec un défaut génétique cardiaque : une bicuspidie de ses valves aortiques, une malformation qui faisait que son cœur n'avait que deux feuillets de valve aortique au lieu de trois, ce qui peut parfois causer des problèmes dans la vie adulte.

### Agressivité envers la population
Un autre problème souvent discuté comme un effet secondaire possible des stéroïdes anabolisants est connu sous le nom de roid rage, des crises de violence (rage) attribuées à la prise d'anabolisants (roid en argot américain), mais il n'existe pas de consensus dans la littérature médicale pour savoir si une corrélation existe réellement entre les deux. Des niveaux élevés de testostérone sont en effet associés à l'agressivité et à l'hypomanie, mais le lien entre les autres stéroïdes anabolisants et l'agressivité reste flou. Certaines études ont montré une corrélation entre les symptômes maniaques et l'utilisation de stéroïdes anabolisants, mais, plus tard, d'autres études ont mis en doute ces conclusions. Actuellement[Quand ?], trois études à l'aveugle ont démontré un lien entre l'agressivité et les stéroïdes, mais si l'on tient compte qu'il y a plus d'un million d'utilisateurs, passés ou actuels, de stéroïdes aux États-Unis, un très faible pourcentage de ceux qui utilisent des stéroïdes semblent avoir connu de graves troubles psychiques suffisants pour aboutir à des traitements cliniques ou des rapports médicaux,. Les études varient dans leurs conclusions, certaines ne rapportent aucune augmentation de l'agressivité ou de l'animosité avec l'utilisation de stéroïdes anabolisants et d'autres trouvent une corrélation, notamment une étude de deux paires de jumeaux monozygotes dont un des jumeaux utilisait des stéroïdes anabolisants et l'autre pas et qui a montré dans les deux cas, de hauts niveaux d'agressivité, d'hostilité, d'anxiété et d'idées paranoïaques chez le jumeau utilisant des anabolisants, choses qu'on ne retrouvait pas chez le jumeau témoin.
Il a déjà été envisagé que certaines études qui montraient une corrélation entre agressivité et prise de stéroïdes ont ignoré le fait que les utilisateurs de stéroïdes pouvaient présenter des troubles de la personnalité avant la prise de stéroïdes. En outre, de nombreuses études de cas ont conclu que les anabolisants avaient peu ou pas d'effet sur l'augmentation de comportement agressif,,,.

## Statut légal et sport

### Statut légal
Le statut juridique de stéroïdes anabolisants varie d'un pays à l'autre: certains pays ont des contrôles plus stricts et plus sévères sur l'utilisation ou la prescription que d'autres. Ainsi, aux États-Unis, les stéroïdes anabolisants sont actuellement énumérés au tableau III des substances réglementées en vertu de la loi Controlled Substances Act sur les substances soumises à contrôle, ce qui rend la possession de telles substances sans ordonnance  passible de sanctions pouvant aller jusqu'à sept ans de prison car considérée comme un crime fédéral. Au Canada, les stéroïdes anabolisants et leurs dérivés font partie de l'annexe IV des substances réglementées ce qui signifie qu'il est illégal de se les procurer ou de les vendre sans ordonnance, mais la possession n'est pas punissable, une conséquence réservée aux substances du tableau I, II ou III. L'achat ou la vente de stéroïdes anabolisants au Canada peut valoir une période maximale de 18 mois de prison. L'importation et l'exportation entraîne également des sanctions similaires. Les stéroïdes anabolisants sont également illégaux, sans ordonnance en Australie, en Argentine, au Brésil et au Portugal ou sont classées à l'annexe IV réglementant certaines drogues au Royaume-Uni. Par contre, les stéroïdes anabolisants sont facilement disponibles sans ordonnance dans certains pays comme le Mexique et la Thaïlande.
L'histoire de la législation américaine sur les stéroïdes anabolisants remonte à la fin des années 1980, quand le Congrès a décidé de les placer sous la loi Controlled Substances Act après la controverse sur la victoire de Ben Johnson aux jeux Olympiques de 1988 à Séoul. Lors des discussions préliminaires, l'American Medical Association, la Drug Enforcement Administration,la Food and Drug Administration ainsi que le National Institute on Drug Abuse s'opposèrent au contrôle des stéroïdes anabolisants en invoquant le fait que l'utilisation de ces hormones ne conduisait pas l'utilisateur à une dépendance physique ou psychologique condition requise pour qu'une substance relève de la loi Controlled Substances Act. Néanmoins, les stéroïdes anabolisants ont été ajoutés à l'annexe III de la loi sur les substances contrôlées avec la loi Anabolic Steroid Control Act of 1990. La même loi a également introduit des contrôles plus rigoureux avec des sanctions pénales plus sévères pour les infractions impliquant la distribution illégale de stéroïdes anabolisants et d'hormone de croissance humaine. Au début des années 1990, après que les stéroïdes anabolisants aient été mis ainsi sous contrôle aux États-Unis, plusieurs sociétés pharmaceutiques ont arrêté la fabrication ou la commercialisation de leurs produits aux États-Unis, notamment Ciba, Searle, Syntex. Dans la loi sur les substances contrôlées, les stéroïdes anabolisants sont définis comme toute drogue ou substance hormonale chimiquement et pharmacologiquement liée à la testostérone (autres que les œstrogènes, progestatifs et les corticoïdes) qui favorisent la croissance musculaire. La loi a été modifiée en 2004, en ajoutant les prohormones à la liste des substances contrôlées avec effet à partir du 20 janvier 2005.
Une grande quantité de flacons de stéroïdes anabolisants a été saisie au cours de l'opération Raw Deal entreprise par la Drug Enforcement Administration opération qui a pris fin en septembre 2007. À cette date, la DEA avait achevé une enquête internationale d'une durée de 18 mois sur l'utilisation illicite de stéroïdes anabolisants, conduisant à l'arrestation de 124 personnes et au contrôle de plus de 25 entreprises chinoises qui  produisaient les matières premières nécessaires à l'obtention de stéroïdes et d'hormone de croissance humaine. L'enquête, baptisée « opération Raw Deal » a été la plus importante opération sur les stéroïdes anabolisants de l'histoire des États-Unis et a impliqué la Chine, le Mexique, le Canada, l'Australie, l'Allemagne et la Thaïlande entre autres pays. L'enquête a également porté sur des sites internet qui donnaient des conseils sur l'utilisation de stéroïdes anabolisants et la DEA a également intercepté des centaines de milliers d'e-mails. La DEA a également déclaré que les e-mails interceptés ont été compilés dans une base de données et que cela pourrait conduire dans des mois ou des années à de futures arrestations d'utilisateurs de stéroïdes,,.

### Sport et dopage
Les stéroïdes anabolisants sont interdits par toutes les grandes organisations sportives, comme les Jeux olympiques, la National Basketball Association, la Ligue nationale de hockey ainsi que la National Football League. L'Agence mondiale antidopage (AMA) tient à jour la liste des substances utilisées pour l'amélioration des performances par de nombreux organismes sportifs qui comprend tous les agents anabolisants, tous les stéroïdes anabolisants et leurs précurseurs ainsi que toutes les hormones et les substances connexes,. De nombreux pays ont des lois interdisant les stéroïdes anabolisants dans le sport notamment le Danemark, la France, les Pays-Bas et la Suède.

## Commerce illégal des anabolisants au sein de la mafia

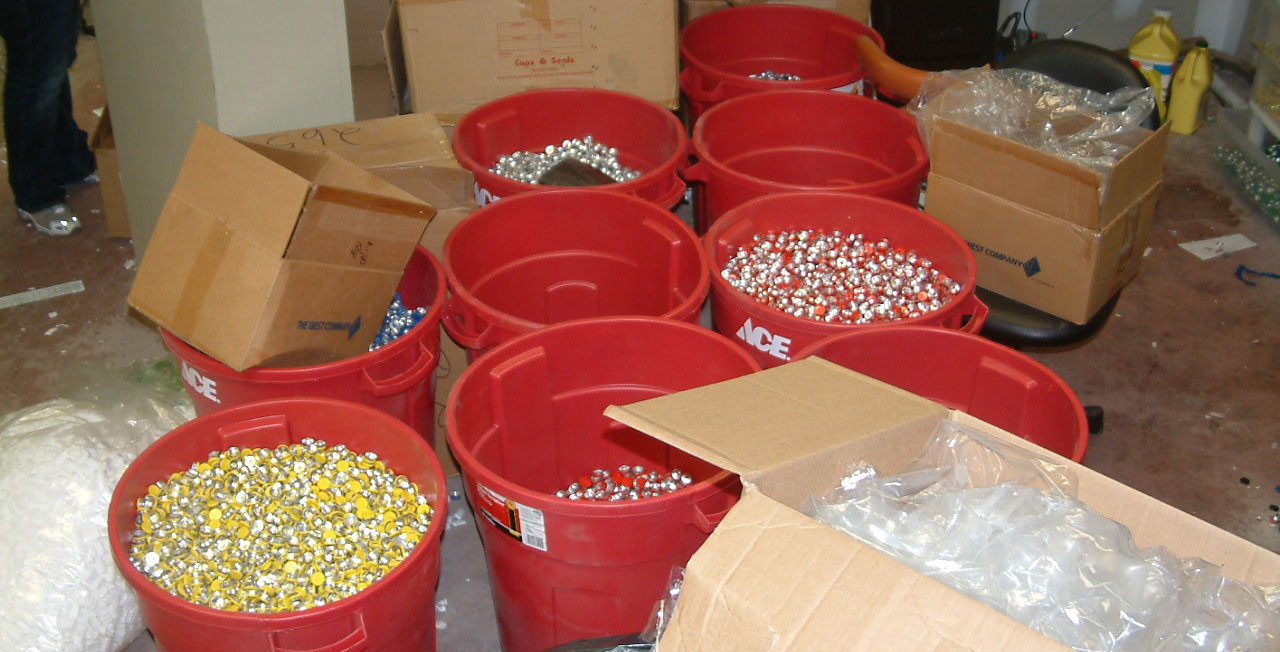
Plusieurs grands seaux de dizaines de milliers de flacons et pilules de stéroïdes anabolisants confisqués par la Drug Enforcement Administration pendant l'opération « Raw Deal » en 2007.

Dans les pays où les stéroïdes anabolisants sont interdits ou contrôlés, la majorité des stéroïdes sont obtenus illégalement par le biais du marché noir (mafia),. Ces stéroïdes sont généralement fabriqués dans des pays étrangers et doivent donc passer en contrebande les frontières. Comme la plupart des importantes opérations de contrebande, le commerce en est pour la plus grande part contrôlé par le crime organisé. Le trafic illicite de stéroïdes anabolisants se fait souvent en collaboration avec d'autres drogues illicites, mais en comparaison avec le commerce des drogues psychoactives comme le cannabis et l'héroïne, il n'y a pas eu de nombreux cas de trafiquants de stéroïdes anabolisants arrêtés.
En plus de la contrebande, est apparu rapidement au cours des dernières années, un commerce illicite de médicaments contrefaits car, grâce aux ordinateurs et aux scanners, il était facile d'imiter les étiquettes de produits authentiques. En conséquence, le marché a été inondé de produits contenant n'importe quoi, depuis de l'huile végétale jusqu'à des substances toxiques. Ces produits ont été achetés et utilisés par des utilisateurs peu méfiants, certains d'entre eux en sont morts à la suite d'un empoisonnement ou d'abcès sous-cutanés.

### Production dans les laboratoires
Les stéroïdes anabolisants nécessitent des processus pharmaceutiques sophistiqués et des équipements de production très onéreux, de sorte qu'ils sont soit fabriqués par des sociétés pharmaceutiques légitimes soit par des laboratoires clandestins ayant de gros moyens financiers. Les problèmes rencontrés avec les drogues illégales, tels que les produits de substitution, la coupe, la dilution, affectent la qualité des produits finis qui, lorsqu'ils atteignent le niveau de la distribution, peuvent se révéler inefficaces voire dangereux. Dans les années 1990, la plupart des producteurs américains tels que Ciba, Searle et Syntex ont cessé la fabrication et la commercialisation des stéroïdes anabolisants aux États-Unis. Toutefois, dans beaucoup d'autres pays, en particulier en Europe de l'Est, ils sont encore produits en grande quantité. Les stéroïdes anabolisants européens sont la principale source de produits vendus illégalement en Amérique du Nord à des fins médicales. Toutefois, les stéroïdes anabolisants sont pour une grande part destinés à des fins vétérinaires, et de nombreux stéroïdes anabolisants illégaux sont en fait des produits vétérinaires. Or ceux-ci peuvent également être dangereux, car ils sont souvent moins bien purifiés et préparés avec moins de précaution d'hygiène,.

### Distribution et conservation

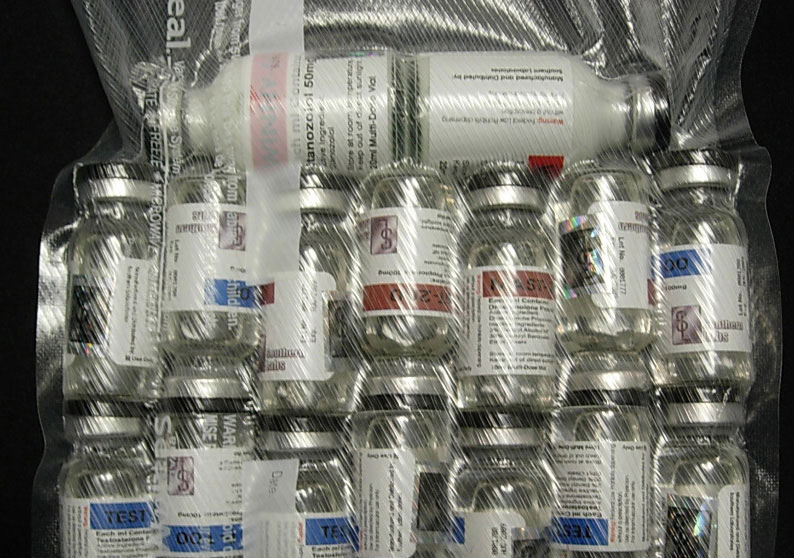
Flacons de stéroïdes anabolisants confisqués par la Drug Enforcement Administration pendant l'opération «Raw Deal» en 2007.

Aux États-Unis, au Canada et en Europe, les stéroïdes sont achetés comme n'importe quelle autre drogue illégale, par l'entremise d'intermédiaires en mesure d'obtenir les produits à partir d'un certain nombre de sources. La plupart des utilisateurs préfèrent acheter auprès de sources légitimes, mais ne peuvent le faire en raison de restrictions juridiques. Les stéroïdes anabolisants illégaux sont souvent vendus dans des salles de sport, lors de compétitions et par la poste. Pour la plupart, ces substances sont introduites en contrebande mais peuvent également être obtenues auprès de pharmaciens, vétérinaires et médecins,. En outre, un nombre important de produits prétendument vendus comme stéroïdes anabolisants proviennent de sites Web se présentant comme des pharmacies situées à l'étranger. Les particuliers peuvent aussi produire des faux stéroïdes et tenter de les vendre sur Internet, provoquant une grande variété de problèmes de santé. Aux États-Unis, le marché noir continue par l'importation de produits venant du Mexique, de Thaïlande ou d'autres pays où les stéroïdes sont plus facilement disponibles ou même autorisés.

## Mouvement pour la dépénalisation
Après le vote de la loi sur le contrôle des stéroïdes anabolisants en 1990 aux États-Unis, un petit mouvement s'est formé pour critiquer cette loi. Le 21 juin 2005, la chaîne de télévision Real Sports a diffusé un débat pour discuter de la légalité de l'interdiction des stéroïdes anabolisants en Amérique.  L'émission recevait Gary I. Wadler, président de l'agence américaine de lutte contre le dopage et l'un des partisans de la loi. Pressé de question par son débatteur Armen Keteyian pour savoir si les stéroïdes anabolisants sont aussi « hautement mortels » qu'on le prétend souvent, Wadler a dû admettre qu'on manquait de preuves. Bryant Gumbel a conclu que le « battage » sur les dangers de stéroïdes anabolisants dans les médias était sans fondement « un nuage de fumée sans feu ». L'émission recevait également en vedette John Romano, un partisan des stéroïdes qui a écrit "Le Romano Factor", un article pro-stéroïdes pour le magazine de musculation Muscular Development (Le Développement musculaire).
En juillet 2005, Philip Sweitzer, un avocat et un écrivain, a publié une lettre ouverte aux membres du Comité sur la réforme du gouvernement et du comité sénatorial sur le commerce. Dans cette lettre, il critiquait les actions des législateurs sur la planification des stéroïdes anabolisants, ainsi que de « ne pas tenir compte de la réalité scientifique de leurs effets symboliques ». Il a également plaidé pour une dépénalisation de l'emploi des stéroïdes anabolisants et a demandé une nouvelle règlementation. Plusieurs autres journalistes ont critiqué le statut sur les stéroïdes anabolisants, y compris l'avocat Rick Collins dont le livre, Legal Muscle,  détaille les références publiées sur les stéroïdes anabolisants et les lois qui s'y appliquent. Collins s'oppose à l'utilisation des stéroïdes chez les adolescents à des fins non médicales ou à leur emploi dans le sport mais préconise un plus large pouvoir d'appréciation pour les médecins dans le cas des adultes matures. En 2006, il a fait valoir lors d'un séminaire sur les stéroïdes à Manhattan, que les rapports sur les risques associés aux stéroïdes anabolisants dans les médias étaient tendancieux et mal informés. Il a également fait valoir que la criminalisation des stéroïdes anabolisants accroissait les risques associés aux stéroïdes anabolisants de contrebande en raison d'impuretés dans les produits du marché noir,. Toutefois, le gouvernement des États-Unis depuis la fin des années 1980 a estimé et continue d'estimer que les risques de l'utilisation des stéroïdes sont trop grands pour leur permettre d'être dépénalisés ou déréglementés.